# Franz Müller (Regisseur)

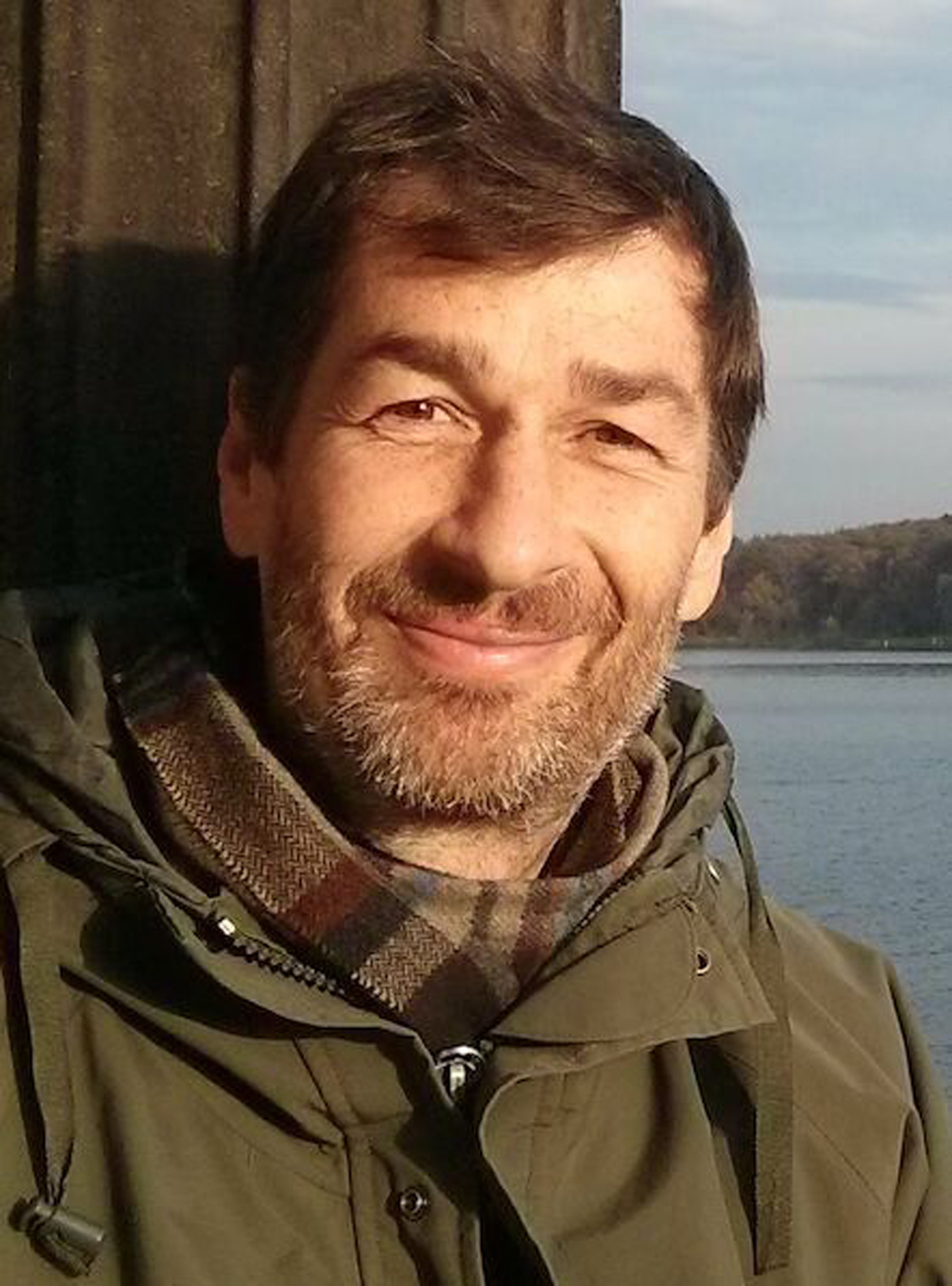
Franz Müller, 2023

Franz Müller (* 20. Oktober 1965 in Mosbach) ist ein deutscher Regisseur, Drehbuchautor und Produzent.

## Leben und Wirken
Franz Müller studierte zunächst Vor- und Frühgeschichte, bevor er 1988 das Studium der Freien Kunst bei Gerhard Richter und Kybernetik bei Oswald Wiener an der Kunstakademie Düsseldorf begann. Sein Studium beendete er 1995. Er begann 1999 mit einem Postgraduiertenstudium an der Kunsthochschule für Medien Köln unter anderem bei Michael Lentz und Wolfgang Becker.
Im Jahre 1997 schrieb er gemeinsam mit Tom Uhlenbruck das Science Fiction - Drehbuch Zwischenwelten, das für den deutschen Drehbuchpreis KunstSalon nominiert wurde. 1998 folgte der Essayfilm Six Degrees of Separation und in Co-Regie mit Tom Uhlenbruck die Kurzfilme Madonna ist Löwe (1998), Kaffee x Café (1999) und Monte Carlo (2002). 2002 führte er dann erstmals allein Regie bei der Episode Vater und Sohn für den Omnibusfilm Freitagnacht, der 2002 beim Internationalen Festival der Filmhochschulen München im deutschen Wettbewerb die Auszeichnung „Gold“ erhielt.
Müllers erster Langfilm, die Kinokomödie Kein Science Fiction, welche gleichzeitig auch sein Abschlussfilm an der Kunsthochschule für Medien Köln war, feierte 2003 seine Uraufführung bei der Berlinale in der Sektion Perspektive Deutsches Kino. Im selben Jahr erhielt Müller den Förderpreis für den besten Absolventenfilm der Babelsberger Medienpreise. Für seinen 2009 erschienenen zweiten Spielfilm Die Liebe der Kinder bekam er den Fliegenden Ochsen, den Hauptpreis des Spielfilmwettbewerbs beim Filmkunstfest Mecklenburg-Vorpommern.
Es folgten 2010 die Episode Leichtmatrosen (aka Matelots d'eau douce) als Teil des Episodenfilms 24h Marrakech, 2012 der Kurzfilm Leichtmatrosen II in Co-Regie mit Rainer Knepperges und die in Polen und Irland gedrehten Kinospielfilme Worst Case Scenario (2014) und Happy Hour (2015). Im Jahr darauf gründete Müller gemeinsam mit Eva-Maria Weerts die Filmproduktion Mizzi Stock Entertainment in Berlin und ist seitdem auch als Filmproduzent tätig. Die Firma produzierte unter anderem die beiden Dokumentarfilme Notturno und Alice Schwarzer mit. Während des ersten deutschen Covid-19-Pandemie - Lockdowns entstand der Kurzfilm Die bewohnte Insel auf Einladung der Kurzfilmtage Oberhausen. 2023 hatte die Kinoverfilmung Die Tagebücher von Adam und Eva des gleichnamigen Mark Twain Buches unter Müllers Regie Premiere auf dem Filmfest München. 2025 wurde dort auch sein Film Das Glück der Tüchtigen uraufgeführt.
Neben seiner Arbeit als Filmregisseur, Drehbuchautor und Filmproduzent, machte Müller zudem von 1999 bis 2013 Kinoprogrammarbeit im Filmclub 813 in Köln. Im Kölner Kino 813 in der BRÜCKE brachte er die erste vollständige Werkschau sämtlicher Regiearbeiten von John Cassavetes heraus. Daneben ist er Mitherausgeber der Filmzeitschrift Revolver. Seit 2023 unterrichtet er als Professor für Drehbuch an der Kunsthochschule für Medien Köln.
Er lebt und arbeitet in Berlin und Köln.

## Rezeption
Die Filmkritikerin Esther Buss widmet sich in einer Filmdienst-Ausgabe den Spielfilmen Müllers und sieht ihn als „Ausnahmeerscheinung in der hiesigen Kinolandschaft.“ Seine Filme würden von „Widersprüchen“ leben und „sich jeder Vereinnahmung“ verweigern. Ekkehard Knörer sieht ihn zwar als Bestandteil der Berliner Schule, merkt aber im Rahmen eines Interviews mit Müller für die Fachzeitschrift Cargo  an; „Ein bisschen verhält sich Franz Müller zur Berliner Schule wie Luc Moullet zur Nouvelle Vague. Er gehört schon dazu, aber ist zu komisch und frei für Linientreue aller Art.“ Auch Buss sieht in ihrem Artikel für den Filmdienst Unterschiede zur Berliner Schule. „Die Überformung durch Reduktion, durch Weglassen, wie es die Filme des engeren und erweiterten Berliner-Schule-Zusammenhangs auszeichnet, ist Müllers Sache in der Tat nicht.“, stellt sie fest und schreibt weiter; „Man sieht das oft schon an der Titeltypo: kindlich Krakeliges in „Worst Case Scenario“, Jahrmarktgeblinke in „Happy Hour“, immer schön bunt drauf los, der Begriff Design kommt einem hier erst gar nicht in den Sinn. Und so wenig wie man es auf der ästhetischen Ebene in Müllers Filmen mit Purismus und Sparsamkeit zu tun hat, so wenig hat man es bei dem Figurenpersonal mit bereinigten, abgezirkelten Milieus zu tun (man sieht das im deutschen Kino und Fernsehen ja leider zu oft: entweder gehobenes Bildungsbürgertum, geschmackssicher und sprachpräzise, oder Kleine-Leute-Muff, geschmacklos und sprachverelendet).“

## Filmografie (Auswahl)

### Drehbuch / Regie
- 2002: Freitagnacht (Episodenfilm), (Regie und Drehbuch bei der Episode Vater und Sohn)
- 2003: Kein Science Fiction (Regie, Drehbuch)
- 2009: Die Liebe der Kinder (Regie und Drehbuch)
- 2010: 24h Marrakech (Episodenfilm), (Regie und Drehbuch bei der Episode Ordinary Seamen)
- 2012: Leichtmatrosen II (Kurzfilm), (Regie, Drehbuch)
- 2014: Worst Case Scenario (Spielfilm), (Regie, Drehbuch)
- 2015: Happy Hour (Spielfilm), (Regie, Drehbuch)
- 2015: Milliarden Jahre vor dem Weltuntergang (Experimentalfilm), (Regie, Drehbuch)
- 2023: Die Tagebücher von Adam und Eva (Regie, Drehbuch)
- 2025: Das Glück der Tüchtigen (Regie, Drehbuch)[8]

### Produktion
- 2003: Kein Science Fiction (Spielfilm), (Produktion)
- 2012: Leichtmatrosen II (Kurzfilm), (Produktion)
- 2014: Worst Case Scenario (Spielfilm), (Produktion)
- 2015: Milliarden Jahre vor dem Weltuntergang (Experimentalfilm), (Produktion)
- 2015: Happy Hour (Spielfilm), (Produktion)
- 2020: Notturno (Koproduktion)
- 2022: Alice Schwarzer (Dokumentarfilm), (Produktion)
- 2023: Die Tagebücher von Adam und Eva (Spielfilm), (Produktion)

### Sonstiges
- 2003: Kein Science Fiction (Spielfilm), (Schnitt)
- 2013: Das ist Polen (Kurzfilm), (Darsteller)
- 2015: Milliarden Jahre vor dem Weltuntergang (Experimentalfilm), (Schnitt)

## Auszeichnungen
- 2003: Babelsberger Medienpreise - Gewinner des Förderpreises für den besten Absolventenfilm – Spielfilm für Kein Science Fiction
- 2003: FILMZ – Festival des deutschen Kinos - Gewinner des Hilton-Sonderpreises für Kein Science Fiction
- 2009: Biberacher Filmfestspiele - Gewinner des Preises Goldener Biber für Die Liebe der Kinder
- 2009: Internationales Filmfest Oldenburg - Nominierung für den German Independence Award – Bester Deutscher Film für Die Liebe der Kinder
- 2009: Internationales Filmfest Oldenburg - Nominierung für den German Independence Award – Publikumspreis für Die Liebe der Kinder
- 2010: Crossing Europe - Nominierung für den Crossing Europe Award – Best Fiction Film für Die Liebe der Kinder
- 2010: Filmkunstfest Mecklenburg-Vorpommern - Gewinner des Preises Fliegender Ochse für Die Liebe der Kinder
- 2013: Internationales Kurzfilm-Festival Hamburg - Nominierung für den Jury-Preis im Deutschen Wettbewerb für Leichtmatrosen II
- 2014: Internationales Filmfest Oldenburg - Nominierung für den German Independence Award – Publikumspreis für Worst Case Scenario
- 2015: Tallinn Black Nights Film Festival - Nominierung for den Preis Grand Prix für Happy Hour
- 2023: Österreichischer Filmpreis - Nominierung für den Österreichischen Filmpreis in der Kategorie Bester Dokumentarfilm für Alice Schwarzer
- 2023: Förderpreis Neues Deutsches Kino - Nominierung für die Beste produzentische Leistung für Die Tagebücher von Adam und Eva